# Achille Lauro (Sänger)

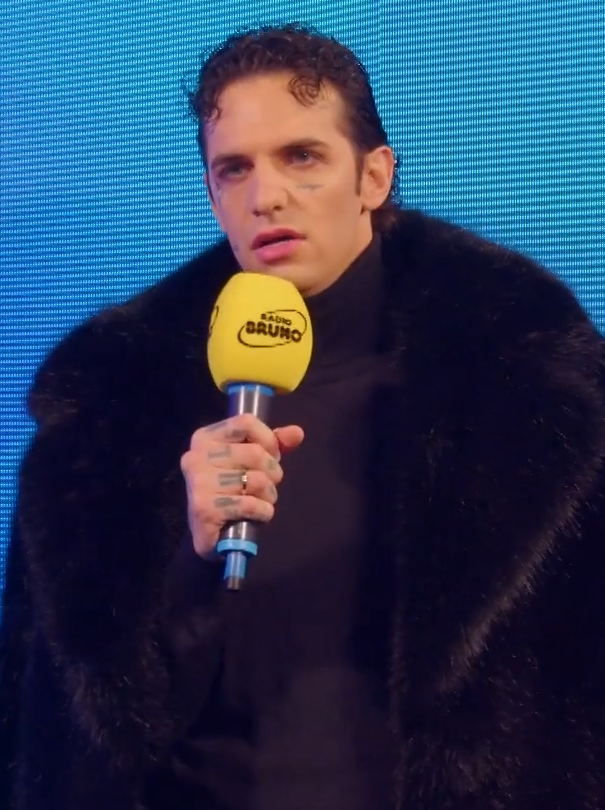
Achille Lauro (2025)

Achille Lauro (* 11. Juli 1990 als Lauro De Marinis in Verona) ist ein italienischer Rapper und Popsänger.

## Werdegang
Auf Empfehlung seiner Lehrer ging De Marinis auf eines der besten altsprachlichen Gymnasien Roms, das er jedoch nur die ersten drei Monate regelmäßig besuchte. Danach schrieb er sich unter dem Namen seiner Mutter Entschuldigungen und schwänzte den Unterricht. Als er 14 Jahre alt war, zogen seine Eltern in eine andere Stadt. Er blieb auf eigenen Wunsch mit seinem fünf Jahre älteren Bruder Federico De Marinis, der als Produzent das Hip-Hop-Kollektiv Quarto Blocco begleitete, in der Wohnung allein zurück.
Durch seinen Bruder kam De Marinis zur Musik, und mit dessen Hilfe veröffentlichte er 2012 unter dem Pseudonym Achille Lauro auch sein erstes Mixtape Barabba. Nach einem weiteren Mixtape, Harvard, erschien 2014 sein erstes Album Achille idol immortale bei Marracashs Label Roccia Music. Darauf arbeitete er u. a. mit Coez, Gemitaiz und Noyz Narcos zusammen. Im nächsten Jahr folgte das zweite Album Dio c’è. Danach gründete der Rapper sein eigenes Label No Face Agency und veröffentlichte dort 2016 das Album Ragazzi madre.
Zusammen mit dem Produzenten Boss Doms (Edoardo Manozzi) nahm Lauro 2017 an der Realityshow Pechino Express (italienische Version von Peking Express) auf Rai 2 teil. Im Anschluss arbeitete er mit Boss Doms an einem neuen Album, das 2018 unter dem Titel Pour l’amour im Vertrieb des Major-Labels Sony erschien. Wieder waren zahlreiche Rapper-Kollegen beteiligt, darunter Clementino und Rocco Hunt. Beim Sanremo-Festival 2019 erreichte Lauro mit Rolls Royce den neunten Platz. Im Anschluss erschien das Album 1969. Beim Sanremo-Festival 2020 belegte er mit Me ne frego den achten Platz.
Nach seinen zwei Sanremo-Teilnahmen und der Veröffentlichung der zwei erfolgreichen Coveralben 1990 und 1920 trat Achille Lauro beim Sanremo-Festival 2021 als wiederkehrender Gast in Erscheinung. Anschließend erschien das nächste Studioalbum Lauro, das die Chartspitze erreichen konnte. 2022 kehrte der Sänger, begleitet vom Harlem Gospel Choir, ein weiteres Mal nach Sanremo zurück und belegte mit Domenica den 14. Platz. Kurz danach nahm er mit dem Lied Stripper an Una voce per San Marino teil und gewann den Wettbewerb; damit vertrat er San Marino beim Eurovision Song Contest 2022 in Turin. Nach seiner Teilnahme beim zweiten Halbfinale konnte er sich jedoch nicht für das Finale qualifizieren.
Zusammen mit Rose Villain veröffentlichte Achille Lauro 2023 die Single Fragole, die sich in Italien zum Sommerhit entwickelte.

## Diskografie

### Studioalben
| Jahr | Titel Musiklabel                                                  | Höchstplatzierung, Gesamtwochen, AuszeichnungChartplatzierungen (Jahr, Titel, Musiklabel, Platzierungen, Wochen, Auszeichnungen, Anmerkungen) | Höchstplatzierung, Gesamtwochen, AuszeichnungChartplatzierungen (Jahr, Titel, Musiklabel, Platzierungen, Wochen, Auszeichnungen, Anmerkungen) | Anmerkungen                                                       |
| Jahr | Titel Musiklabel                                                  | IT | CH | Anmerkungen                                                       |
| ---- | ----------------------------------------------------------------- | --- | --- | ----------------------------------------------------------------- |
| 2014 | Immortale Roccia Music                                            | — | — | Erstveröffentlichung: 28. Februar 2014                            |
| 2015 | Dio c’è Roccia Music                                              | IT19 (2 Wo.)IT | — | Erstveröffentlichung: 25. Mai 2015                                |
| 2016 | Ragazzi madre Believe                                             | IT22 Platin · (36 Wo.)IT | — | Erstveröffentlichung: 11. November 2016 Verkäufe: + 50.000        |
| 2018 | Pour l’amour Sony Music (Sony)                                    | IT4 Gold · (39 Wo.)IT | — | Erstveröffentlichung: 22. Juni 2018 Verkäufe: + 25.000            |
| 2019 | 1969 Epic Records (Sony)                                          | IT3 ×3Dreifachplatin · (167 Wo.)IT | — | Erstveröffentlichung: 12. April 2019 Verkäufe: + 150.000          |
| 2020 | 1990 Elektra Records (WMG)                                        | IT1 Platin · (14 Wo.)IT | — | Erstveröffentlichung: 24. Juli 2020 Coveralbum Verkäufe: + 70.000 |
| 2020 | 1920 – Achille Lauro & The Untouchable Band Elektra Records (WMG) | IT13 (3 Wo.)IT | — | Erstveröffentlichung: 4. Dezember 2020 Coveralbum                 |
| 2021 | Lauro Elektra Records (WMG)                                       | IT1 Platin · (21 Wo.)IT | — | Erstveröffentlichung: 16. April 2021 Verkäufe: + 50.000           |
| 2022 | Lauro – Achille Idol Superstar Elektra Records (WMG)              | IT4 (10 Wo.)IT | — | Erstveröffentlichung: 11. Februar 2022                            |
| 2025 | Comuni mortali Warner Music (WMG)                                 | IT1 Platin · (… Wo.)IT | CH52 (1 Wo.)CH | Erstveröffentlichung: 18. April 2025 Verkäufe: + 50.000           |

### Mixtapes
- 2012: Barabba
- 2012: Harvard

### EPs
- 2015: Young Crazy

### Singles als Leadmusiker
| Jahr | Titel Album                             | Höchstplatzierung, Gesamtwochen, AuszeichnungChartplatzierungen (Jahr, Titel, Album, Platzierungen, Wochen, Auszeichnungen, Anmerkungen) | Höchstplatzierung, Gesamtwochen, AuszeichnungChartplatzierungen (Jahr, Titel, Album, Platzierungen, Wochen, Auszeichnungen, Anmerkungen) | Anmerkungen                                                                                     |
| Jahr | Titel Album                             | IT | CH | Anmerkungen                                                                                     |
| --- | --------------------------------------- | --- | --- | ----------------------------------------------------------------------------------------------- |
| 2016 | Ulalala Ragazzi madre                   | IT70 ×2Doppelplatin · (6 Wo.)IT | — | Erstveröffentlichung: 27. April 2016 Verkäufe: + 100.000; feat. Gemitaiz                        |
| 2017 | Amore mì Pour l’amour                   | IT49 Gold · (2 Wo.)IT | — | Erstveröffentlichung: 20. Juli 2017 Verkäufe: + 25.000                                          |
| 2017 | Non sei come me Pour l’amour            | IT35 (2 Wo.)IT | — | Erstveröffentlichung: 24. November 2017                                                         |
| 2018 | Thoiry RMX Pour l’amour                 | IT36 ×2Doppelplatin · (24 Wo.)IT | — | Erstveröffentlichung: 24. Januar 2018 Verkäufe: + 100.000; feat. Gemitaiz, Quentin40 & Puritano |
| 2018 | Midnight Carnival Pour l’amour          | IT90 (1 Wo.)IT | — | Erstveröffentlichung: 6. April 2018 mit Boss Doms feat. Gow Tribe                               |
| 2018 | Ammò Pour l’amour                       | IT59 (1 Wo.)IT | — | Erstveröffentlichung: 8. Juni 2018 mit Boss Doms feat. Clementino & Rocco Hunt                  |
| 2018 | Mamacita Pour l’amour                   | IT84 (1 Wo.)IT | — | Erstveröffentlichung: 19. Oktober 2018 mit Boss Doms feat. Vins                                 |
| 2019 | Rolls Royce 1969                        | IT4 Platin · (19 Wo.)IT | — | Erstveröffentlichung: 6. Februar 2019 Verkäufe: + 50.000; feat. Boss Doms, Frenetik & Orang3    |
| 2019 | C’est la vie 1969                       | IT20 ×2Doppelplatin · (15 Wo.)IT | — | Erstveröffentlichung: 29. März 2019 Verkäufe: + 140.000; mit Boss Doms                          |
| 2019 | 1969                                    | IT58 Platin · (12 Wo.)IT | — | Erstveröffentlichung: 7. Juni 2019 Verkäufe: + 70.000; feat. Boss Doms, Frenetik & Orang3       |
| 2019 | 1990                                    | IT49 Gold · (14 Wo.)IT | — | Erstveröffentlichung: 25. Oktober 2019 Verkäufe: + 35.000                                       |
| 2020 | Me ne frego 1969                        | IT4 ×2Doppelplatin · (16 Wo.)IT | — | Erstveröffentlichung: 5. Februar 2020 Verkäufe: + 140.000                                       |
| 2020 | 16 marzo 1969                           | IT9 ×2Doppelplatin · (30 Wo.)IT | — | Erstveröffentlichung: 3. April 2020 Verkäufe: + 200.000; feat. Gow Tribe                        |
| 2020 | Bam bam twist 1969                      | IT19 ×3Dreifachplatin · (52 Wo.)IT | — | Erstveröffentlichung: 19. Juni 2020 Verkäufe: + 210.000; feat. Gow Tribe, Frenetik & Orang3     |
| 2020 | Maleducata 1969                         | IT58 Platin · (11 Wo.)IT | — | Erstveröffentlichung: 17. September 2020 Verkäufe: + 70.000                                     |
| 2021 | Solo noi Lauro                          | IT36 Gold · (11 Wo.)IT | — | Erstveröffentlichung: 19. Februar 2021 Verkäufe: + 35.000                                       |
| 2021 | Marilù Lauro                            | IT54 Platin · (12 Wo.)IT | — | Erstveröffentlichung: 19. März 2021 Verkäufe: + 70.000                                          |
| 2021 | Mille Disumano                          | IT1 ×6Sechsfachplatin · (61 Wo.)IT | CH43 (10 Wo.)CH | Erstveröffentlichung: 11. Juni 2021 Verkäufe: + 420.000; mit Fedez & Orietta Berti              |
| 2022 | Domenica Lauro – Achille Idol Superstar | IT10 Platin · (12 Wo.)IT | — | Erstveröffentlichung: 2. Februar 2022 Verkäufe: + 100.000; Beitrag zum Sanremo-Festival 2022    |
| 2023 | Fragole –                               | IT7 ×3Dreifachplatin · (42 Wo.)IT | — | Erstveröffentlichung: 12. Mai 2023 Verkäufe: + 300.000; mit Rose Villain                        |
| 2023 | Stupidi ragazzi –                       | IT64 Gold · (4 Wo.)IT | — | Erstveröffentlichung: 3. November 2023 Verkäufe: + 50.000                                       |
| 2024 | Banda Kawasaki –                        | IT80 (1 Wo.)IT | — | Erstveröffentlichung: 28. Juni 2024 mit Salmo & Gemitaiz                                        |
| 2024 | Amore disperato Comuni mortali          | IT4 Platin · (… Wo.)IT | — | Erstveröffentlichung: 20. September 2024 Verkäufe: + 100.000                                    |
| 2025 | Incoscienti giovani Comuni mortali      | IT3 Platin · (… Wo.)IT | CH28 (2 Wo.)CH | Erstveröffentlichung: 12. Februar 2025 Verkäufe: + 200.000; Beitrag zum Sanremo-Festival 2025   |
| Folgende Lieder erschienen nicht als Single, wurden aber durch das Album zum Download und Streaming bereitgestellt und konnten somit eine Platzierung erlangen: |                                         | | |                                                                                                 |
| |                                         | | |                                                                                                 |
| 2016 | Ragazzi madre                           | IT89 (1 Wo.)IT | — |                                                                                                 |
| 2018 | Purple Rain Pour l’amour                | IT43 Gold · (1 Wo.)IT | — | Verkäufe: + 25.000; mit Boss Doms feat. Gemitaiz & Frenetik & Orang3                            |
| 2019 | Je t’aime 1969                          | IT38 (1 Wo.)IT | — | feat. Boss Doms, Frenetik & Orang3                                                              |
| 2019 | Cadillac 1969                           | IT94 (1 Wo.)IT | — | feat. Boss Doms & Gow Tribe                                                                     |
| 2020 | Scat Men 1990                           | IT23 Gold · (8 Wo.)IT | — | feat. Ghali & Gemitaiz Verkäufe: + 35.000                                                       |
| 2020 | Sweet Dreams 1990                       | IT33 Gold · (2 Wo.)IT | — | feat. Annalisa Verkäufe: + 35.000                                                               |
| 2020 | Summer’s Imagine 1990                   | IT56 (1 Wo.)IT | — | feat. Massimo Pericolo                                                                          |
| 2020 | You and Me 1990                         | IT57 (1 Wo.)IT | — | feat. Alexia & Capo Plaza                                                                       |
| 2020 | 1990 (Back to Dance) 1990               | IT60 (1 Wo.)IT | — |                                                                                                 |
| 2020 | Blu 1990                                | IT71 (1 Wo.)IT | — | mit Eiffel 65                                                                                   |
| 2025 | Amor Comuni mortali                     | IT5 Gold · (… Wo.)IT | — | Verkäufe: + 100.000                                                                             |
| 2025 | Perdutamente Comuni mortali             | IT76 (2 Wo.)IT | — |                                                                                                 |

Weitere Singles
- 2015: La bella e la bestia – IT: Gold (35.000+)[4]
- 2016: Maharaja – IT: Gold (25.000+)[4]
- 2018: Angelo blu
- 2019: 1969
- 2019: Delinquente (feat. Boss Doms and Frenetik & Orang3)
- 2020: Jingle Bell Rock (feat. Annalisa)
- 2021: Latte+
- 2021: Io e te
- 2022: Stripper
- 2022: Che sarà – IT: Gold (50.000+)[4]

### Singles als Gastmusiker
| Jahr | Titel Album            | Höchstplatzierung, Gesamtwochen, AuszeichnungChartsChartplatzierungen (Jahr, Titel, Album, Platzierungen, Wochen, Auszeichnungen, Anmerkungen) | Anmerkungen                                                                               |
| Jahr | Titel Album            | IT | Anmerkungen                                                                               |
| --- | ---------------------- | --- | ----------------------------------------------------------------------------------------- |
| 2018 | Keanu Reeves Davide    | IT16 Platin · (10 Wo.)IT | Erstveröffentlichung: 21. September 2018 Verkäufe: + 50.000; Gemitaiz feat. Achille Lauro |
| 2018 | Carillon –             | IT55 Gold · (9 Wo.)IT | Erstveröffentlichung: 11. Dezember 2019 Verkäufe: + 35.000; Nahaze feat. Achille Lauro    |
| Folgende Lieder erschienen nicht als Single, wurden aber durch das Album zum Download und Streaming bereitgestellt und konnten somit eine Platzierung erlangen: |                        | |                                                                                           |
| |                        | |                                                                                           |
| 2018 | R.I.P. Enemy           | IT22 (1 Wo.)IT | Noyz Narcos feat. Achille Lauro                                                           |
| 2019 | Mai più Libertà        | IT77 (1 Wo.)IT | Rocco Hunt feat. Achille Lauro                                                            |
| 2020 | Trap Emo Rmx QVC9      | IT49 (1 Wo.)IT | Gemitaiz feat. Achille Lauro                                                              |
| 2025 | Il limite Mediterraneo | IT91 (1 Wo.)IT | Bresh feat. Achille Lauro                                                                 |

## Bibliografie
- Lauro De Marinis: Sono io Amleto. Rizzoli, 2019, ISBN 978-88-17-10515-6.
- Lauro De Marinis: 16 marzo: L’ultima notte. Rizzoli, 2020, ISBN 978-88-17-14336-3.

## Belege
1. ↑  A scuola con… Achille Lauro! faccecaso.com, 8. Februar 2020, abgerufen am 12. Februar 2020.
2. ↑  Achille Lauro – Il passato difficile tra debiti e cattive compagnie ilfattoquotidiano.it, 12. Februar 2020, abgerufen am 12. Februar 2020.
3. ↑  Alben von Achille Lauro. In: Italiancharts.com. Hung Medien, abgerufen am 6. Dezember 2018.
4. 1 2 3 4 5 6 7 8 9 10 11 12 13 14 15 16 17 18 19 20 21 22 23 24 25 26 27 28 29 30 31 32 33 34  Achille Lauro, certificazioni. FIMI, abgerufen am 29. Juli 2025 (italienisch).
5. ↑  Archivio classifiche Top Singoli. FIMI, abgerufen am 29. Juli 2025 (italienisch).

2008: Miodio ||
2011: Senit |
2012: Valentina Monetta |
2013: Valentina Monetta |
2014: Valentina Monetta |
2015: Michele Perniola & Anita Simoncini |
2016: Serhat |
2017: Valentina Monetta & Jimmie Wilson |
2018: Jessika Muscat feat. Jenifer Brening |
2019: Serhat |
2020: Senhit |
2021: Senhit feat. Flo Rida |
2022: Achille Lauro |
2023: Piqued Jacks |
2024: Megara |
2025: Gabry Ponte
| Personendaten    | Personendaten                   |
| ---------------- | ------------------------------- |
| NAME             | Lauro, Achille                  |
| ALTERNATIVNAMEN  | De Marinis, Lauro (Geburtsname) |
| KURZBESCHREIBUNG | italienischer Rapper            |
| GEBURTSDATUM     | 11. Juli 1990                   |
| GEBURTSORT       | Verona                          |